# Leptactina angolensis
Leptactina angolensis är en måreväxtart som först beskrevs av John Hutchinson, och fick sitt nu gällande namn av Arthur Allman Bullock och I.Nogueira. Leptactina angolensis ingår i släktet Leptactina och familjen måreväxter. Inga underarter finns listade i Catalogue of Life.